# Stadio Juvilejnyj
Lo stadio Juvilejnyj (in ucraino Стадiон Ювiлейний?) è uno stadio di calcio di Sumy. L'impianto ospita le gare interne del Sumy e, nel 2016, dell'Olimpik Donec'k, impossibilitato a giocare nel proprio stadio a causa della guerra dell'Ucraina orientale. È stato inaugurato nel 2001.
Nell'estate del 2009 ha ospitato il match di Supercoppa d'Ucraina tra Vorskla e Dinamo Kiev, vinto ai calci di rigore da questi ultimi. Nel 2011, invece, ha ospitato la finale di coppa d'Ucraina tra Dinamo Kiev e Šachtar, vinta da questi ultimi col punteggio di 2-0.